# The Menace (album)
The Menace è il secondo e ultimo album in studio del gruppo musicale britannico Elastica, pubblicato nel 2000.

## Tracce
1. Mad Dog God Dam – 3:16 (Justine Frischmann)
2. Generator – 1:50 (Frischmann)
3. How He Wrote Elastica Man – 2:02 (Frischmann, Mark E. Smith, Julia Nagle)
4. Image Change – 3:27 (Matthews, Frischmann)
5. Your Arse My Place – 2:15 (Frischmann)
6. Human – 3:29 (Matthews, Frischmann, Gilbert, Gotobed, Lewis, Newman)
7. Nothing Stays The Same – 2:44 (Matthews, Frischmann)
8. Miami Nice – 3:21 (Frischmann)
9. Love Like Ours – 2:22 (Matthews, Frischmann)
10. KB – 3:12 (Frischmann, Smith, Nagle)
11. My Sex – 4:10 (Frischmann)
12. The Way I Like It – 2:39 (Frischmann)
13. Da Da Da – 3:52 (Krawinkel, Remmler)

## Formazione

### Gruppo
- Justine Frischmann – voce, chitarra, programmazione
- Sharon Mew – tastiera, voce
- Paul Jones – chitarra
- Annie Holland – basso
- Dave Bush – tastiera, programmazione
- Justin Welch – batteria

### Altri musicisti
- Donna Matthews – voce, chitarra (tracce 3, 4, 6, 7, 9)
- Mark E. Smith – voce (tracce 3, 10)
- Sheila Chipperfield – basso (traccia 4)
- M. Box – basso (traccia 11)
- Norman Balda – tastiera (traccia 13)